# Mimofalsoropica kaszabi
Mimofalsoropica kaszabi är en skalbaggsart som beskrevs av Stefan von Breuning 1975. Mimofalsoropica kaszabi ingår i släktet Mimofalsoropica och familjen långhorningar. Inga underarter finns listade i Catalogue of Life.